# Национальный олимпийский комитет Ирака
Национальный олимпийский комитет Ирака (араб. اللجنة الاولمبية الوطنية العراقية‎) — был создан в 1948 году и в том же году был признан Международным олимпийским комитетом. Комитет занимается подготовкой, отбором и организацией участия иракских спортсменов в Олимпийских играх.